# Lola (pel·lícula de 1986)
Lola és una pel·lícula dramàtica espanyola de 1986 dirigida per Bigas Luna. Ha estat traduïda al català i retransmesa per TV3 el 15 de juliol de 1988.

## Argument
Lola, una treballadora d'un taller d'adobat de pells, decideix abandonar Mario, el seu amant, un agressiu alcohòlic. Aviat coneix a un atractiu francès anomenat Robert, amb qui acabarà casant-se i formant una família estable a Barcelona. Mario reapareix anys després per a fer trontollar els fonaments de la seva nova vida.

## Repartiment
- Ángela Molina - Lola
- Patrick Bauchau - Mario
- Feodor Atkine - Robert
- Assumpta Serna - Silvia
- Carme Sansa - Janine

## Premis
- Fotogramas de Plata 1986: Millor actriu de cinema (Ángela Molina)[4]
- Premis ACE (Nova York): Millor actor secundari (Feodor Atkine)